# Pteridales
Pteridales es un orden de la clase Pteridopsida de helechos que tienen sus esporas en tiras lineales bajo el borde del tejido fino de la hoja.
La mayoría son plantas pequeñas, pero algunos géneros tropicales, como el Acrostichum, son inmensos, con frondas de 3.5 metros de altura.

## Relación de familias
- Actinopteridaceae - Adiantaceae - Parkeriaceae - Pteridaceae - Vittariaceae

- Datos: Q3306459